# بانی هوروود
بانی هوروود (انگلیسی: Bonnie Horwood؛ زادهٔ ۱۶ آوریل ۱۹۸۷) بازیکن فوتبال اهل بریتانیا است.